# Phare d'Outer Island

Le phare d'Outer Island (en anglais : Outer Island Light), est un phare du lac Supérieur situé à la pointe nord de Outer Island, l'une des îles des Apôtres dans le comté d'Ashland, Wisconsin.
Ce phare, comme quatre autres, est inscrit au Registre national des lieux historiques depuis le 8 mars 1977 sous le n° 77000145.

## Historique
La lumière a été conçue par Orlando Metcalfe Poe, ingénieur en chef du onzième conseil du phare des États-Unis, et construite sous la supervision de son successeur, Godfrey Weitzel. Le phare est attaché à un logement de gardien de briques rouges à deux étages.
Il guide les navires au-delà de l'archipel vers les ports voisins.
En 2004-2005, le National Park Service a entrepris un important projet de contrôle de l'érosion à Outer Island, afin de stabiliser la falaise qui s'était révélé sensible à l'érosion depuis les premiers jours de la station. Le projet faisait suite à un effort similaire achevé l'année précédente au phare de Raspberry Island et consistait en une stratégie en trois volets : blindage de la base de la falaise avec un mur de pierre massif ; l'amélioration du drainage sur les sols supérieurs pour empêcher le ruissellement de saper le banc d'argile ; et stabiliser la face grâce à la plantation d'une végétation soigneusement sélectionnée pour ancrer la pente. La paroi rocheuse en bas et le système de drainage en haut ont été achevés, mais une pénurie de fonds a nécessité une réduction des plantations, et seules les sections les plus critiques ont été traitées.

### Visite des îles
La plupart des îles des Apôtres sont actuellement détenues par le National Park Service et font partie de l'Apostle Islands National Lakeshore. Elles peuvent être atteints par le bateau-taxi Apostle Islands Cruise Service  ou par bateau privé pendant l'été. Pendant la célébration annuelle des phares des îles des Apôtres , un service de traversée en ferry est disponible pour tous les phares. Pendant la saison touristique, des gardes forestiers bénévoles sont sur de nombreuses îles pour accueillir les visiteurs. Outer Island est l'île la plus difficile à visiter.

## Description
Le phare  est une tour cylindrique en brique  à claire-voie de 27 m de haut, avec galerie et lanterne, attachée à une maison de gardien de deux étages. Le phare est peint en blanc et la lanterne est noire.
Le feu actuel est situé sur un poteau métallique. Il émet, à une hauteur focale de 40 m, une lumière blanche durant une seconde par période de 10 secondes. Sa portée est de 12 milles nautiques (environ 20 km). Il est équipé d'une corne de brume émettant un  souffle de 3 secondes toutes les 30 secondes, en continu du premier mai au 20 octobre.

## Caractéristiques dufeu maritime
Fréquence : 10 secondes (W)
- Lumière : 1 seconde
- Obscurité : 9 secondes

Identifiant : ARLHS : USA-572 ; USCG :  7-15255 .

Localisation d'Outer Island
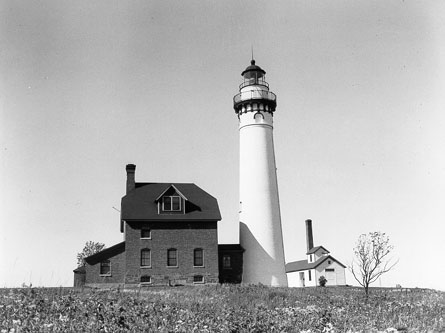
Le phare

### Lien connexe
- Liste des phares du Wisconsin